# Alison Williamson
Alison Williamson (Melton Mowbray, 3 novembre 1971) è un'arciera britannica che ha rappresentato la Gran Bretagna in sei Olimpiadi consecutive dal 1992 al 2012.
Ha vinto una medaglia di bronzo nella gara individuale femminile alle Olimpiadi di Atene del 2004, diventando la prima donna britannica a vincere una medaglia olimpica di tiro con l'arco dopo novantasei anni. 
Ha ottenuto due medaglie ai Campionati mondiali di tiro con l'arco e ha rappresentato l'Inghilterra ai Giochi del Commonwealth del 2010, vincendo due medaglie d'argento. Williamson è stata nominata membro dell'Ordine dell'Impero Britannico (MBE) nel 2012. 
Ha annunciato il suo ritiro dallo sport nel 2014.

## Biografia
Nata nel 1971 a Melton Mowbray, nel Leicestershire, ha iniziato a tirare con l'arco all'età di sette anni grazie ai suoi genitori che praticavano entrambi questo sport a livello ricreativo.
All'età di dieci anni vinse una medaglia d'argento ai Giochi della società olimpica di Wenlock del 1981 e a quattordici si qualificò per il suo primo torneo internazionale.
Nel 2003 ha ottenuto per la prima volta il finanziamento derivante dai proventi della Lotteria Nazionale inglese, che le ha permesso di dedicarsi agli allenamenti mentre lavorava part-time come insegnante di scuola elementare e nel 2006 le sovvenzioni le hanno permesso di diventare un'atleta a tempo pieno.
Nel maggio 2012 ha partecipato in qualità di tedoforo alla staffetta della torcia olimpica, attraversando la città di Much Wenlock nello Shropshire.
Il mese successivo è stata nominata membro dell'Ordine dell'Impero Britannico per i suoi meriti nel tiro con l'arco in occasione del Queen's Birthday Honours.
Alison Williamson ha sposato Will Conaghan nel 2013. Fa parte del club Long Mynd Archers con sede nello Shropshire.

## Carriera

### Olimpiadi
Alison Williamson ha fatto il suo debutto olimpico alle Olimpiadi estive del 1992 a Barcellona, finendo la gara individuale femminile all'ottavo posto. Quattro anni dopo, alle Olimpiadi estive del 1996 ad Atlanta, ha concluso la competizione individuale in decima posizione.
Alla sua terza Olimpiade nel 2000 era ritenuta una delle concorrenti per il podio.
È stata tuttavia eliminata negli ottavi dell'individuale femminile dalla poi medaglia d'oro Yun Mi-jin della Corea del Sud, la quale in quell'occasione ottenne il nuovo record olimpico di 173 punti in una partita di diciotto frecce battendo il miglior punteggio di Williamson di nove punti.
Williamson si era considerata fortunata per essere arrivata tra i sedici finalisti.
Le Olimpiadi estive del 2004 ad Atene hanno segnato la quarta partecipazione di Alison Williamson a un evento olimpico di tiro con l'arco. Dopo aver superato i primi turni di eliminazione, Williamson ha vinto un controverso quarto di finale contro la cinese He Ying, la quale ha scagliato la sua nona freccia fuori tempo massimo ricevendo come penalità l'annullamento del decimo tiro. Williamson è stata successivamente sconfitta in semifinale dalla sudcoreana Park Sung-hyun e ha affrontato la taiwanese Yuan Shu-chi nella partita per la medaglia di bronzo. Dopo undici frecce la coppia era a pari punti, ma Williamson ha superato Yuan alla dodicesima e ultima freccia vincendo di un solo punto la sua prima medaglia olimpica. Il suo successo ha rappresentato la prima medaglia olimpica di tiro con l'arco vinta dalla Gran Bretagna dal 1992 e la prima per una donna britannica dopo Sybil Newall nel 1908.
Nella sua quinta Olimpiade nel 2008 a Pechino Williamson è stata affiancata da Naomi Folkard e Charlotte Burgess nelle gare individuali e a squadre femminili. Le tre avevano vinto la medaglia d'oro nella tappa della Coppa del mondo di tiro con l'arco 2008 nella Repubblica Dominicana all'inizio di quell'anno. A Pechino le tre sono riuscite a raggiungere le semifinali della competizione a squadre femminile prima che una sconfitta contro la Cina le relegasse nella partita per la medaglia di bronzo contro la Francia, svoltasi in condizioni meteorologiche difficili e poi persa per due punti su ventiquattro frecce. Nell'individuale femminile Williamson è stata successivamente eliminata con una sconfitta a sorpresa contro la statunitense Chatuna Lorig,. In un'intervista alla BBC dopo le sconfitte, Williamson aveva ammesso che stava pensando di ritirarsi dallo sport. Successivamente tuttavia ha deciso provare ad ottenere un posto alle Olimpiadi estive del 2012 di Londra, affermando quattro anni dopo che sentiva "una vera determinazione a partecipare perché erano giochi che si tenevano in casa".
Nel giugno 2012 è stata effettivamente selezionata per la squadra olimpica britannica, eguagliando il record britannico stabilito dallo schermitore Bill Hoskyns e dall'atleta Tessa Sanderson nella partecipazione a sei Olimpiadi consecutive. A Londra Williamson nella gara individuale femminile si è piazzata al quarantasettesimo posto nella classifica preliminare per poi essere eliminata dalla mongola Bishindee Urantungalag nel round di apertura. Anche la sua partecipazione alla gara a squadre femminile si è conclusa nella prima fase dopo che lei e le sue compagne di squadra Naomi Folkard e Amy Oliver sono state sconfitte dalla Russia.

### Altre competizioni

#### Campionati mondiali

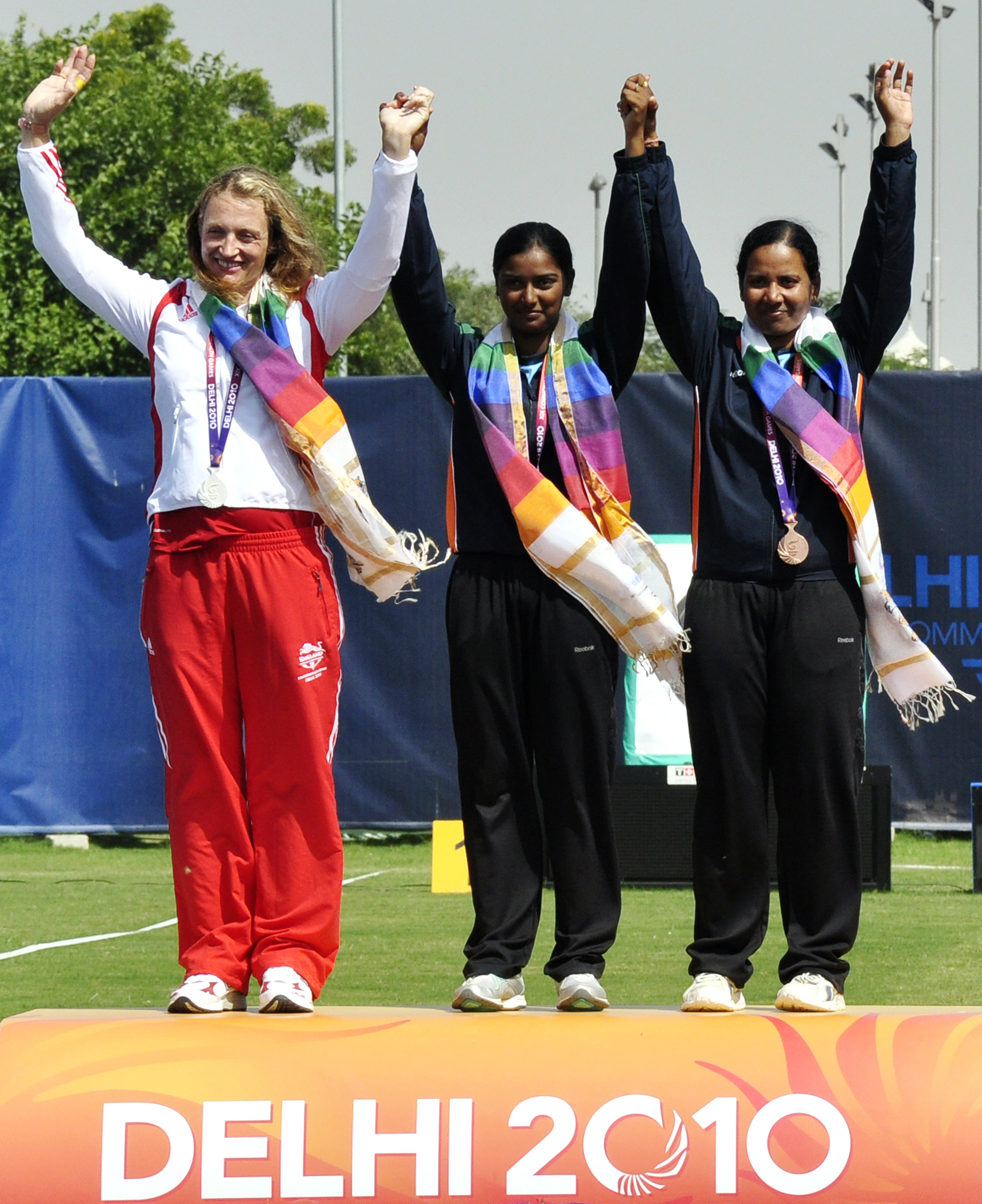
Williamson (a sinistra) durante la cerimonia di premiazione della gara individuale femminile ai Giochi del Commonwealth del 2010

Alison Williamson ha vinto due medaglie ai Campionati mondiali di tiro con l'arco. Nel 1999 in Francia ha ottenuto una medaglia d'argento, confessando, in un'intervista con The Daily Telegraph nel 2004, di aver gareggiato al di sotto delle sue aspettative. Nel 2007 lei e le compagne di squadra Naomi Folkard e Charlotte Burgess si sono assicurate la medaglia di bronzo nel torneo a squadre femminile, sconfiggendo l'Italia nella partita per il terzo posto. Raggiungendo le semifinali, la squadra ha garantito la partecipazione di tre arciere britanniche alle Olimpiadi del 2008.

#### Giochi del Commonwealth
Alison Williamson ha vinto due medaglie d'argento ai Giochi del Commonwealth 2010 a Delhi, sia nella gara femminile a squadre, vinta dall'India, che nell'individuale, dove è stata sconfitta in finale dall'indiana Deepika Kumari per sei set a zero.

## Ritiro
Dopo le Olimpiadi del 2012 Williamson aveva affermato di non avere più la stessa motivazione che l'aveva spinta a competere ai precedenti Giochi Olimpici; tuttavia la successiva vittoria ai campionati nazionali l'ha fatta desistere dal ritiro immediato. Dopo essersi presa una pausa dalle competizioni prima di decidere se tentare la settima Olimpiade, ha annunciato il suo ritiro nell'aprile 2014, citando la sua impossibilità di "continuare a dedicare le ore necessarie" e aggiungendo che era "il momento giusto per concentrarsi solo sul lavoro quotidiano".